# Ijen

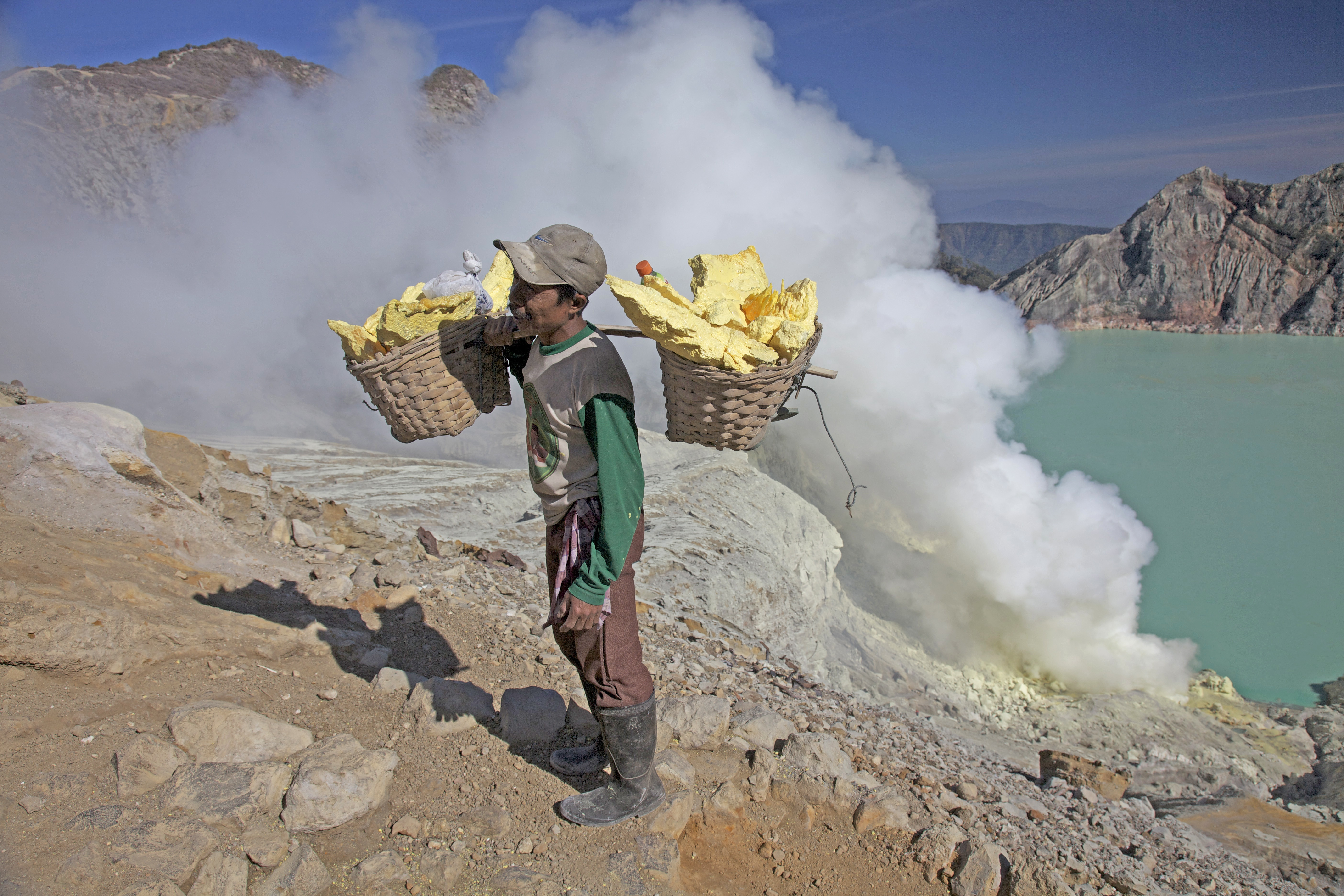
Een man draagt zwavelblokken nabij de vulkaan.

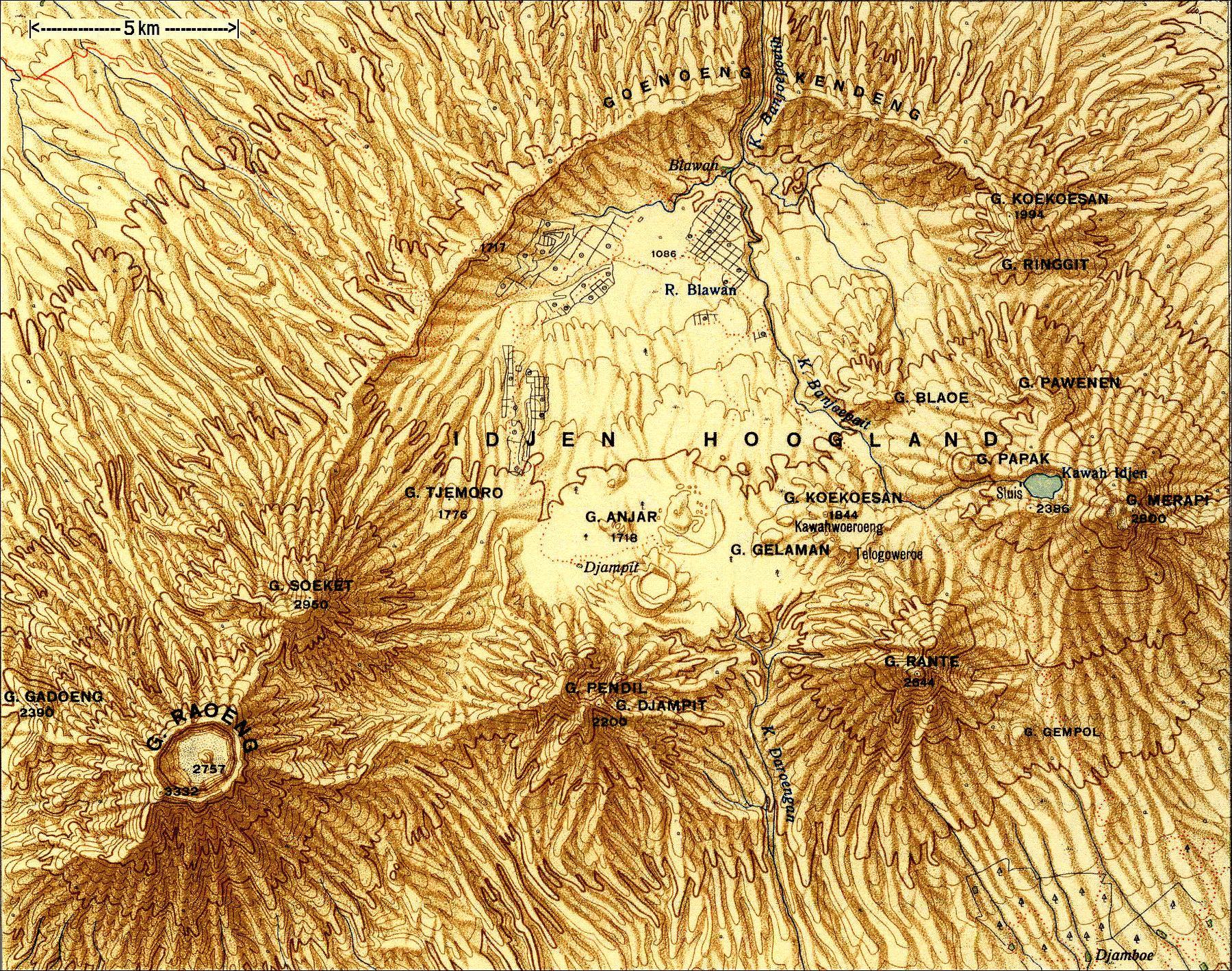
Een kaart van de vulkaan uit 1937

Ijen (Indonesisch: Gunung Ijen) is een complex van stratovulkanen op het Indonesische eiland Java in de provincie Oost-Java.

Ijen 3D

De caldeira van de vulkaan is 20 kilometer breed. De vulkaan is 2250 meter hoog en actief. In 2013 is de Ijen een halfjaar gesloten geweest voor bezoekers wegens de activiteit van de vulkaan. De caldera bevat het zwavelhoudende meer (watervlakte) Kawah Ijen, het water in het meer heeft een turquoise tint. De caldera is 200 meter diep en 1 km breed. De oevers van het meer zijn van nature grote afzettingen van natuurlijk zwavel. Tussen 1922 en 1996 is het volume van het meer afgenomen van 0,044 naar 0,0036 km³.
De Ijen heeft een blauw meer met een diameter van een kilometer. Dit meer is een van de zuurste meren op aarde. Langs de rand van het meer wordt constant zwavel gewonnen en de zwaveldampen stijgen altijd op. De zwavel wordt in een vorm gesmolten en via keramische pijpen naar buiten geleid. Daar stolt het en vormt een gele massa die in stukken wordt gehakt en in rieten manden op de schouder naar beneden worden gedragen. Hoewel het lijkt op geel piepschuim weegt dit gemiddeld 90 kilogram. Het is een wandeling van ongeveer twee en een halfuur. Men loopt gemiddeld 2 keer per dag en krijgt per kilo betaald wat neer komt op €5,- per vangst. Het totaal salaris van 1 dag is dus ongeveer €10,-.
Voor toeristen is het mogelijk de Ijen te beklimmen. Dit dient men onder toezicht van een gids te doen. De wandeling heeft vijf rustplekken en bovenaan een gelegenheid waar gasmaskers gehuurd kunnen worden en waar men een kopje koffie of thee kan drinken.
De andere vulkanen in de caldeira zijn de Merapi (2800 meter) en de Raung (3332 meter)